# Парфёновка (Иркутская область)
Парфёновка — посёлок в Иркутском районе Иркутской области России. Входит в Уриковское муниципальное образование. На 1 января 2023 года в посёлке числилось 379 постоянных жителей.

## География
Посёлок находится в 8 километрах к северу от Иркутска.. Примыкает к посёлку Малая Топка

## Население
1. Н/Д[5]

1. Н/Д[6]

## Инфраструктура
Личное подсобное хозяйство с зоной сельскохозяйственного использования, индивидуальная застройка усадебного типа.

## Транспорт
Остановка общественного транспорта «Парфёновка».